# Atheta laticeps
Atheta laticeps är en skalbaggsart som först beskrevs av Thomson 1856.  Atheta laticeps ingår i släktet Atheta, och familjen kortvingar. Enligt den finländska rödlistan är arten nära hotad i Finland. Arten är reproducerande i Sverige. Artens livsmiljö är fuktiga gräsmarker, dikesrenar.